# Federico de Madrazo y Kuntz
Federico de Madrazo y Kuntz (Roma, 9 de febrer de 1815 - Madrid, 10 de juny de 1894), pintor espanyol.

## Biografia
Fill del pintor neoclàssic José de Madrazo, i de mare alemanya, neboda del pintor Tadeusz Kuntz, va estudiar a l'escola d'Alberto Lista a Madrid, i a la Reial Acadèmia de Belles Arts de San Fernando.
Va marxar pensionat a París a estudiar pintura amb Ingres, amic del seu pare. Allí va adquirir un estil romàntic a la manera francesa. Després d'una estada de dos anys a Roma va tornar a Espanya des de 1842, va desenvolupar una intensa labor artística i docent, envoltat d'alguns artistes que com ell havien estat formats entre França i Itàlia, entre els quals destaca, especialment el mestre català Joaquim Espalter.
Ja a Madrid, va ser pintor de cambra de la reina Isabel II, aprofitant que el seu pare havia estat pintor de la Cort amb Ferran VII. El van nomenar director del Museu del Prado, però va perdre el càrrec amb la Gloriosa, revolució liberal de 1868. Va ser reposat en el càrrec el 1881.
El seu quadre La continència d'Escipió li va valer l'ingrés en la Reial Acadèmia de Belles Arts de San Fernando a l'edat de dinou anys. D'aquesta institució va arribar a ser director durant llargues dècades. Va col·laborar en algunes revistes del seu temps, sobretot amb gravats i dibuixos per a gravar, i en contades ocasions va publicar algunes reflexions teòriques sobre pintura i art en general. Va pintar retrats, sobretot del món aristocràtic i de la cultura (Carolina Coronado, Manuel Rivadeneyra, Gertrudis Gómez de Avellaneda, Ramón de Campoamor, la comtessa de Vilches, el general Evaristo San Miguel, Larra) i alguns quadres d'història. En L'Artista, a la creació del qual va contribuir, va inserir poemes i articles, i allí va publicar alguns gravats.

## Obres
Destaquen en la seva obra el retrat d'Isabel II, de la Reial Acadèmia de Belles Arts de San Fernando, i el del marit de la reina Isabel, Francesc d'Assís, el del rei Alfons XII, el del president del Govern Juan Bravo Murillo, el del president en la Primera República Espanyola Nicolás Salmerón i els de Ramón de Campoamor o José de Espronceda. Va dirigir la Reial Acadèmia de Belles Arts de San Fernando i el Museu del Prado en dues ocasions, on s'exposen algunes de les seves obres mestres, entre les quals destaca el retrat de María Amalia del Llano i Dotres, primera comtessa de Vilches.
Actualment les obres Retrat en bust del pintor Marià Fortuny i Retrat d'Amèlia de Vilanova i Nadal estan ubicades al MNAC.

## Galeria

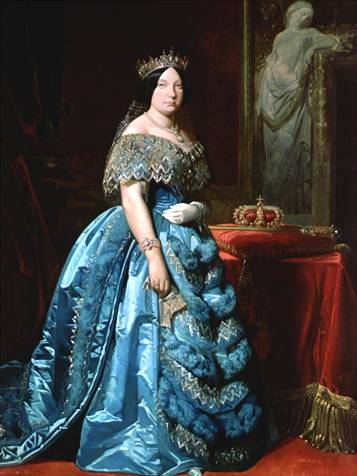
Isabel II
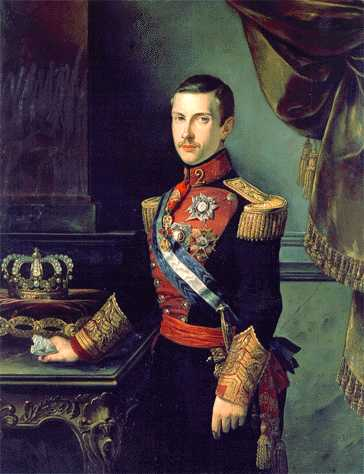
Francesc d'Assís d'Espanya
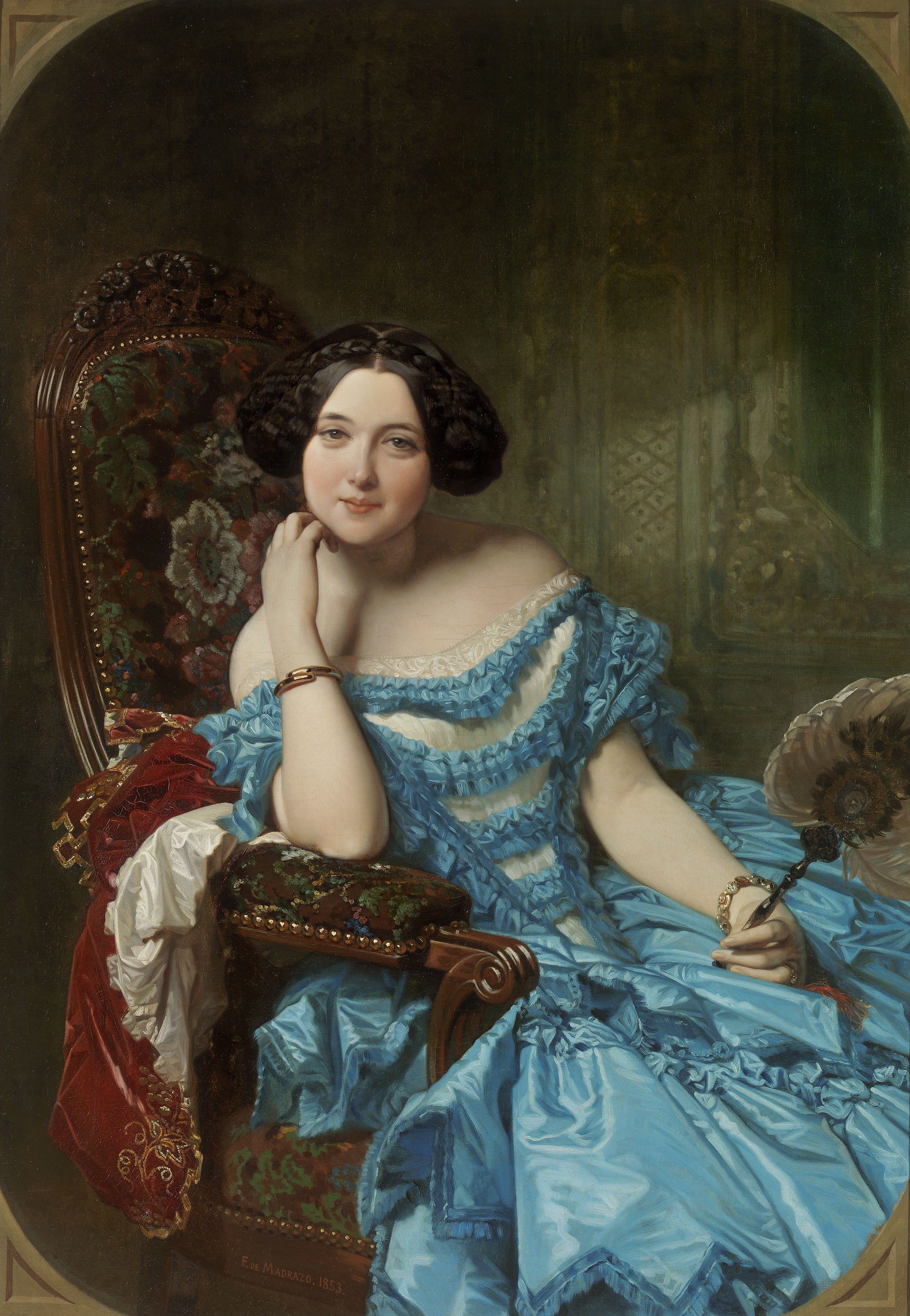
Doña Amalia de Llano y Dotrés, Condesa de Vilches
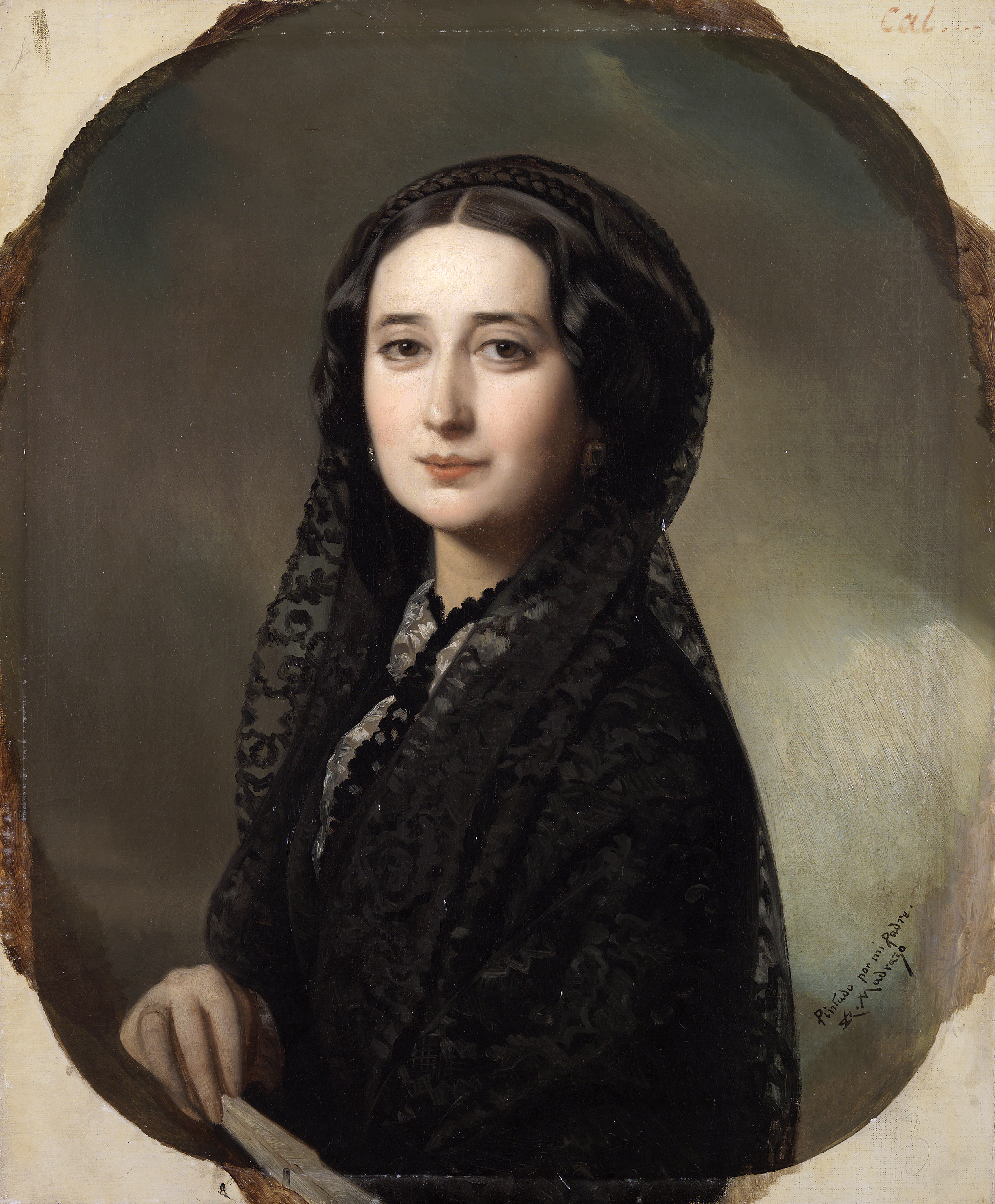
Carolina Coronado
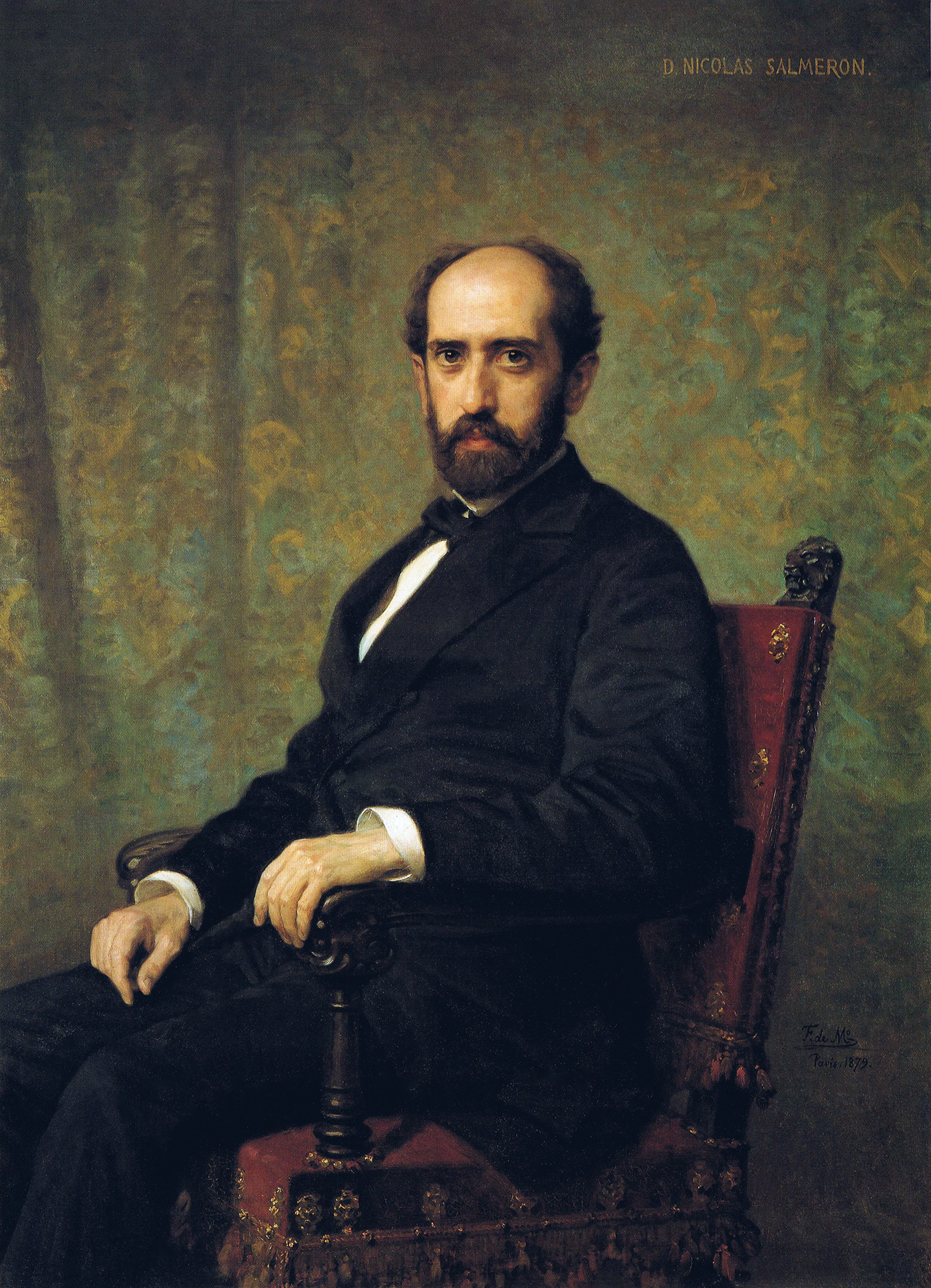
Nicolás Salmerón
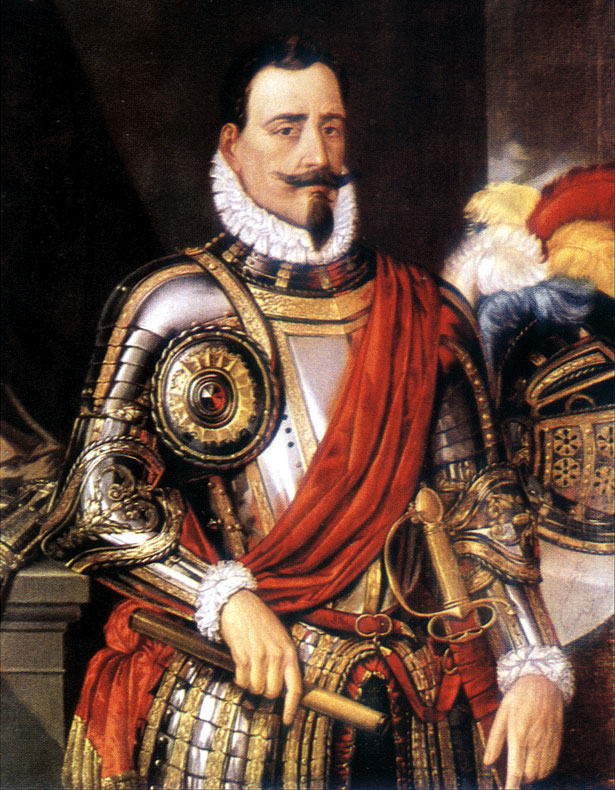
Pedro de Valdivia
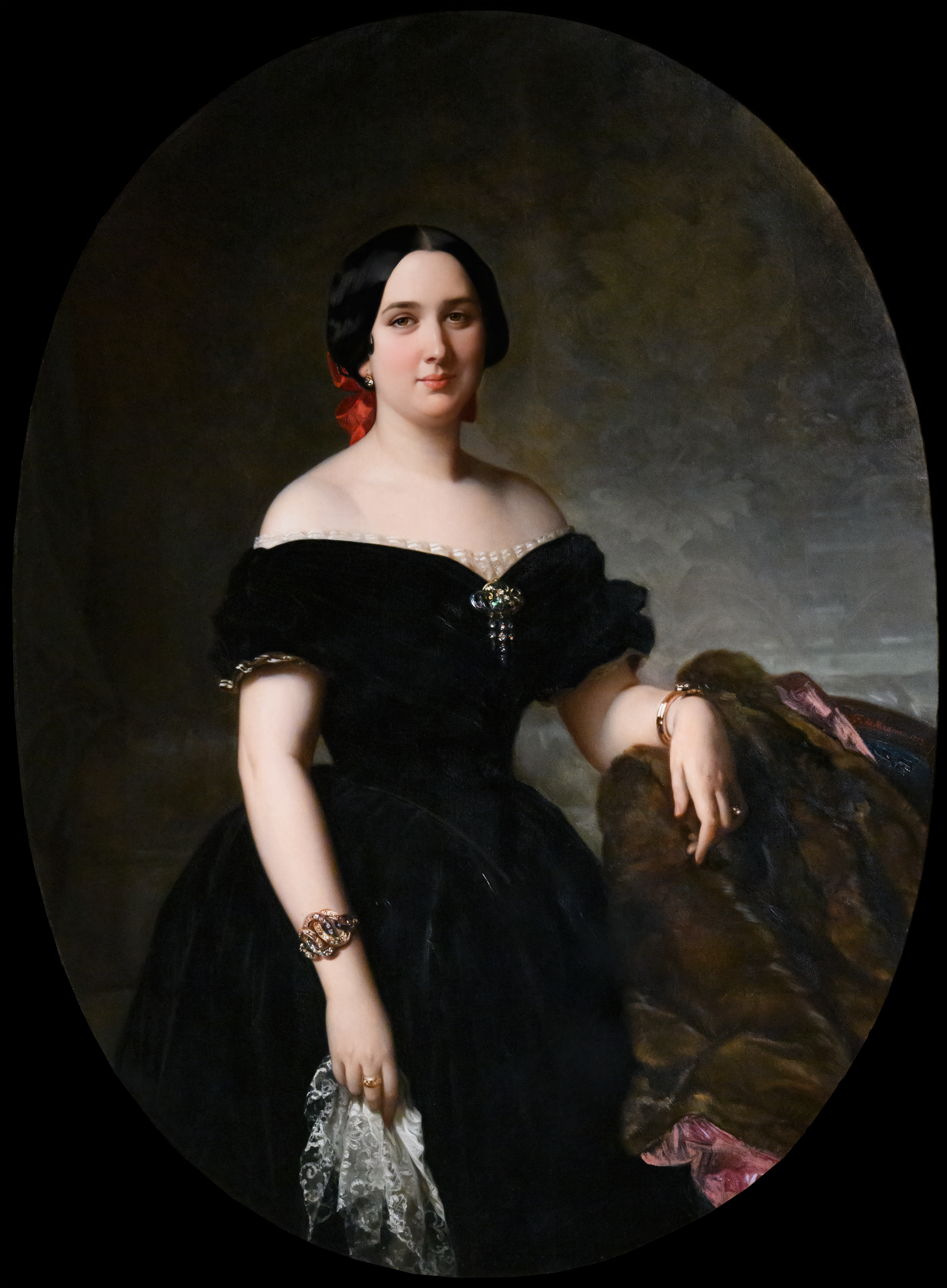
Amèlia de Vilanova i Nadal - Museu Nacional d'Art de Catalunya